# Filostefanos z Kyreny
Filostefanos z Kyreny (III wiek p.n.e.) – grecki pisarz okresu aleksandryjskiego i autor niezachowanego poematu O niezwykłych rzekach, zaliczanego do paradoksografii. Był uczniem Kallimacha z Kyreny.